# Pyrrhura perlata
El perico perla o cotorra ventrirroja (Pyrrhura perlata) es una especie de ave psitaciforme amazónica de la familia de los loros (Psittacidae).

## Taxonomía
Su historia taxonómica es algo confusa. Anteriormente era denominado Pyrrhura rhodogaster, pero luego de una revisión se descubrió que el espécimen tipo de P. perlata, que durante mucho tiempo se había creído pertenecía al perico perlado, en realidad era un ejemplar juvenil del perico de vientre rojo. Por ello, P. perlata fue transferido a esta especie, mientras que P. rhodogaster pasó a ser un sinónimo.

## Descripción

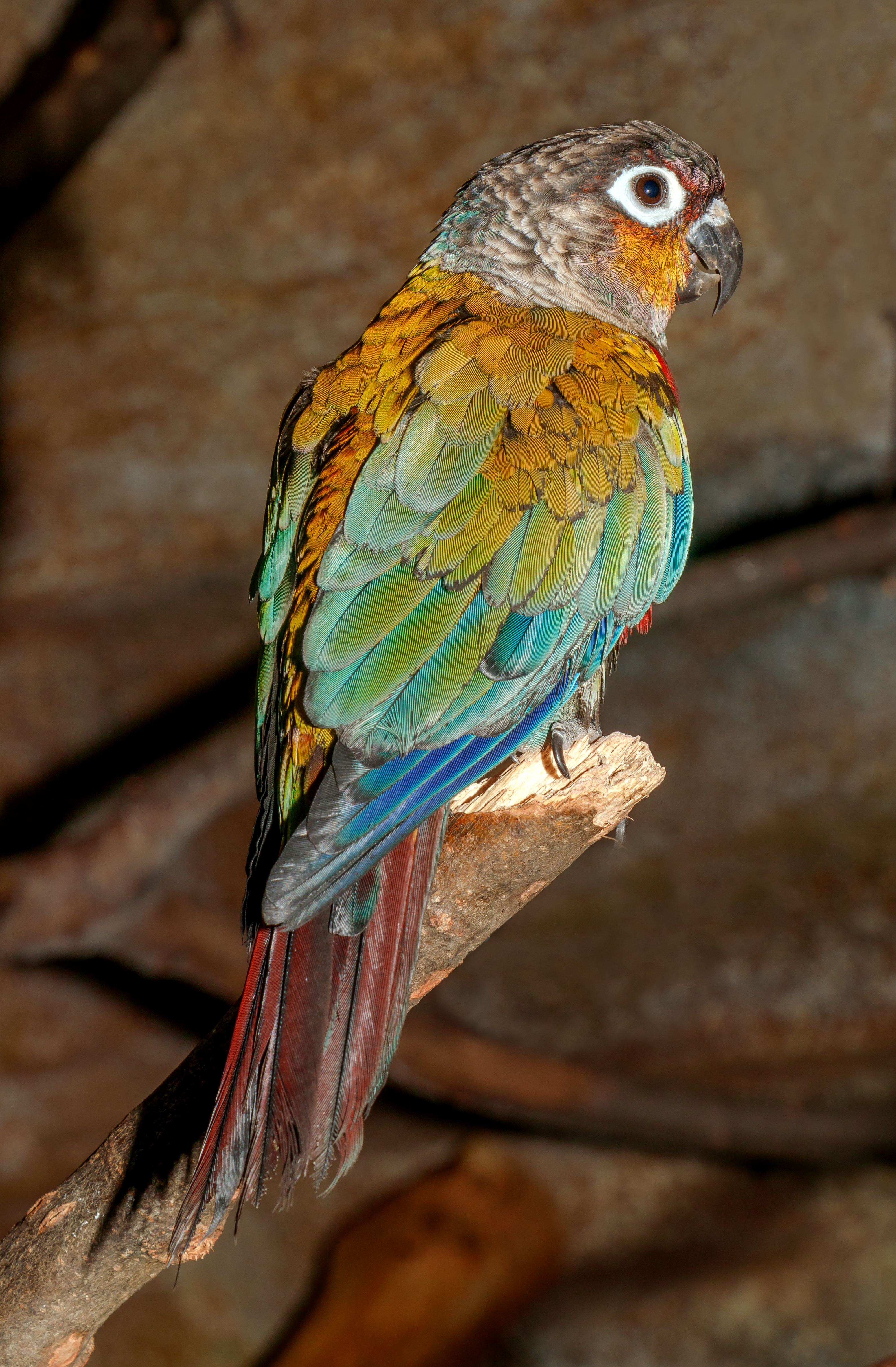
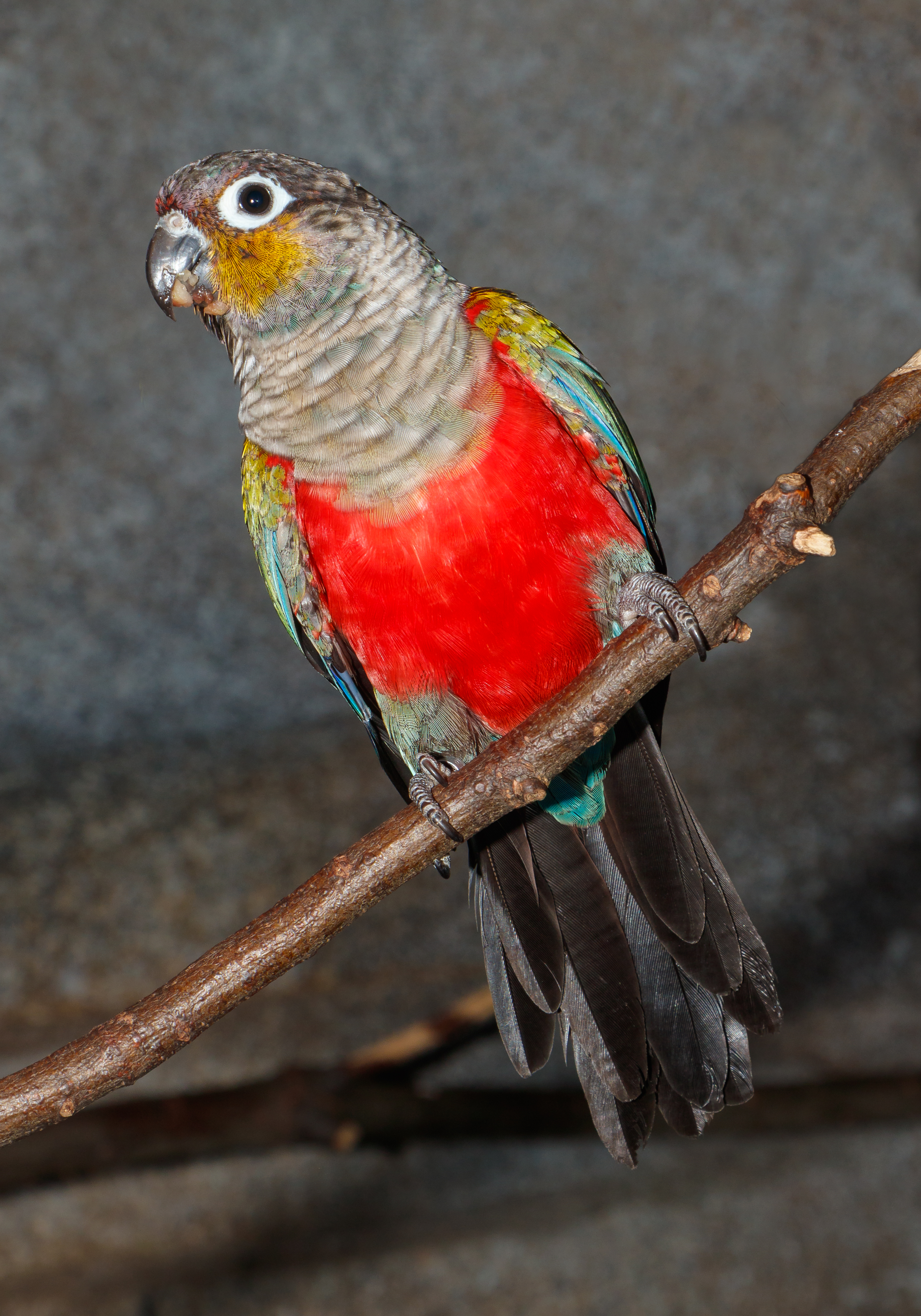

Mide entre 24 y 25 cm de longitud y pesa entre 85 y 94 g. Es de color verde en el dorso y los hombros. Las alas tienen borde azul. El abdomen y las axilas son de color rojo brillante. La cola es roja opaca. Presenta manchas azules en la frente, las mejillas y la parte baja del vientre. La garganta y el pecho son blancuzcos a grisáceos o marrones claros.

## Distribución y hábitat
Es una especie autóctona de las selvas del norte y oriente de Bolivia y oeste de Brasil.
Vive en bandas en el bosque húmedo tropical, en tierra firme.